# Carasobarbus
Carasobarbus és un gènere de peixos de la família dels ciprínids i de l'ordre dels cipriniformes.

## Taxonomia
- Carasobarbus apoensis (Banister & Clarke, 1977)[1]
- Carasobarbus canis (Valenciennes, 1842)[2]
- Carasobarbus chantrei (Sauvage, 1882)[3]
- Carasobarbus exulatus (Banister & Clarke, 1977)[4]
- Carasobarbus luteus (Heckel, 1843)[5][6][7][8][9][10]